# Bandama (Fluss)
Der Bandama ist ein 1050 Kilometer langer Fluss in der mittleren Elfenbeinküste in Westafrika. Er ist der Fluss mit dem größten Einzugsgebiet des Landes.

## Verlauf

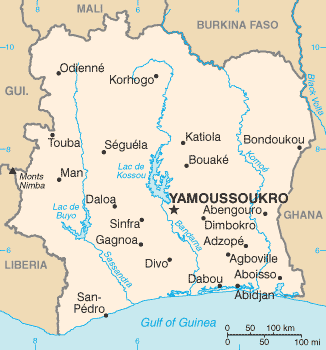
Der Bandama im Zentrum des Landes

Der Fluss verläuft mittig in der Elfenbeinküste und teilt das Land von Ost nach West etwa in zwei Hälften.
Die Namensgebung ist vergleichbar mit der des Volta, bei der der Hauptfluss erst etwa nach der Hälfte der Fließstrecke aus dem Weißen Bandama und dem Roten Bandama (Marahoué) entsteht. Auch sein wichtigster Nebenfluss, der N’Zi, mündet erst sehr spät.

### Weißer Bandama
Der Weiße Bandama (oder französisch Bandama Blanc) entsteht in der rund 500 m hohen Trockensavanne im Norden des Landes. Er wird als eigentlicher Quellfluss des Bandama betrachtet. die Grenzen seines Einzugsgebietes erstrecken sich bis an die Grenze zu Mali. Er fließt zunächst über 100 km nach Osten. Dann knickt er nach Süden ab, wo er nach weiteren über 100 km den rechts mündenden Nebenflüsse Bou aufnimmt. Wenig später fließt er durch den Kossoustausee, der 1973 durch die Errichtung des Kraftwerks Kossou bei Kossou gebildet wurde. kurz nach dem Verlassen des Stausees vereinigt er sich mit dem Roten Bandama.

### Roter Bandama
Der Rote Bandama (Marahoué, französisch Bandama Rouge) hat eine Länge von 550 km und entspringt als Kahoua nahe Boundiali. Bei der Stadt Mankono ändert er seinen Namen auf Marahoué. Wie der Weiße Bandama fließt er von Nord nach Süd. Er vereinigt sich 30 km nordwestlich von Yamoussoukro mit dem Weißen Bandama.

### Bandama
Der weiter nach Süden fließende Fluss wird wiederum durch das Kraftwerk Taabo aufgestaut, bevor er final 100 km vor der Mündung durch die Nebenflüsse N’Zi gespeist wird. Schließlich mündet er in die Tagba-Lagune am Golf von Guinea.

## Hydrometrie
Die Durchflussmenge des Flusses wurde in Tiassalé bei über 90 % des Einzugsgebietes in m³/s gemessen

## Einzugsgebiet
Das Einzugsgebiet des Bandama hat eine Größe von etwa 99.700 km² und reicht von Nord nach Süd von der Grenze zu Mali durch das gesamte Land. Das entspricht knapp über 30 % der Landesfläche.
| Flüsse         | Fläche [km²] |
| -------------- | ------------ |
| Badenou        | 2.400        |
| Solomougou     | 1.600        |
| Bou            | 5.100        |
| Marahoué       | 21.600       |
| N'Zi           | 35.500       |
| Bandama Gesamt | 99.700       |

## Wasserkraftwerke
- Kraftwerk Kossou mit dem Kossoustausee
- Kraftwerk Taabo